# Johannes Benedictus Klingenberg
Johannes Benedictus Klingenberg (28 d'abril de 1817 - 8 de juliol de 1882) va ser un oficial i enginyer militar noruec.
Era fill de l'agutzil Johan Nicolai Klingenberg (1777–1865), i també oncle del pianista Alf Klingenberg (1867-1944), i avi matern i oncle patern d'Odd Sverressøn Klingenberg i Kaare Sverressøn Klingenberg.
Va treballar a la capital del país, Christiania. Va organitzar les obres d'aigua de la ciutat el 1855, i va tenir una influència nacional en aquest camp. Es va convertir en líder del departament de bombers de la ciutat el 1861. A l'exèrcit, tenia el grau de major.
De 1860 a 1861 i de 1872 a 1874 va ser el president de la Societat Politècnica de Noruega.